# William H. Prescott
William Hickling Prescott (Salem, Massachusetts, 1796. május 4. – Boston, 1859. január 28.) amerikai jogász, aki miután elvesztette egyik szeme világát átpártolt a történelem (azon belül Mexikó és Peru spanyol hódításainak) tanulmányozására. Kollégái a nemzet első „szaktörténésze” megnevezéssel illeték a kéziratos források használata és írásainak stílusa miatt, amivel megalkotta tudományos területének irodalmát.

## Életútja
Nagyapja, William Prescot ezredes volt az Amerikai függetlenségi háborúban, apja neves ügyvédként tevékenykedett. William H. Prescott felsőfokú tanulmányokat a Harvard Egyetemen folytatott 1811-14 közt. Egyetemista korában súlyosan megromlott a látása baleset miatt, a diákmenzán egy társa zsemlemorzsákat dobott a szemébe.
1815-1817 közt Európában volt tanulmányúton az európai irodalom és történelem tanulmányozása céljából. Legtöbb idejét a spanyol történelem kutatásával töltötte. Korábban az Egyesült Államokban Washington Irving népszerűsítette a spanyolok történelmét. Prescott első jelentős történelmi munkája is a spanyolokhoz kapcsolódik, megírta a két katolikus uralkodó, Ferdinánd és Izabella történetét három kötetben, a kötetek 1837-ben jelentek meg. 1840-ben beválasztották az Amerikai Művészeti és Tudományos Akadémia (American Academy of Arts and Sciences) tagjai közé, 1845-ben a Porosz Tudományos Akadémia levelező tagjai sorába választotta. Prescot további kutatásai során megvizsgálta a spanyol gyarmatok szerepét az Újvilágban, 1843-ban megjelent kötete Mexikó, 1847-ben Peru meghódításáról. Munkásságának utolsó harmadában II. Fülöp részletes életrajzának megírásával foglalkozott, haláláig három kötet jelent meg ebből, befejezni már nem tudta, 62 éves korában agyvérzés következtében meghalt.
Történelmi munkássága nagy jelentőségű nemcsak az adatok alapos feltárása miatt, hanem a leírás stílusa miatt is, ezért nemcsak a történelmi kutatás szempontjából jelentősek munkái, hanem az amerikai irodalomban is számon tartják azokat. Életrajzát régi barátja, George Ticker írta meg 1864-ben. Összegyűjtött műveit 1870-1874 közt adták ki 16 kötetben.
William H. Prescott műveinek későbbi kiadásai megtalálhatók a magyarországi közkönyvtárakban is leginkább német fordításban.
1864-ben az arizonai Prescott város – ami 1867-ig a tagállam fővárosa volt – róla kapta hivatalos nevét.

## Fő művei

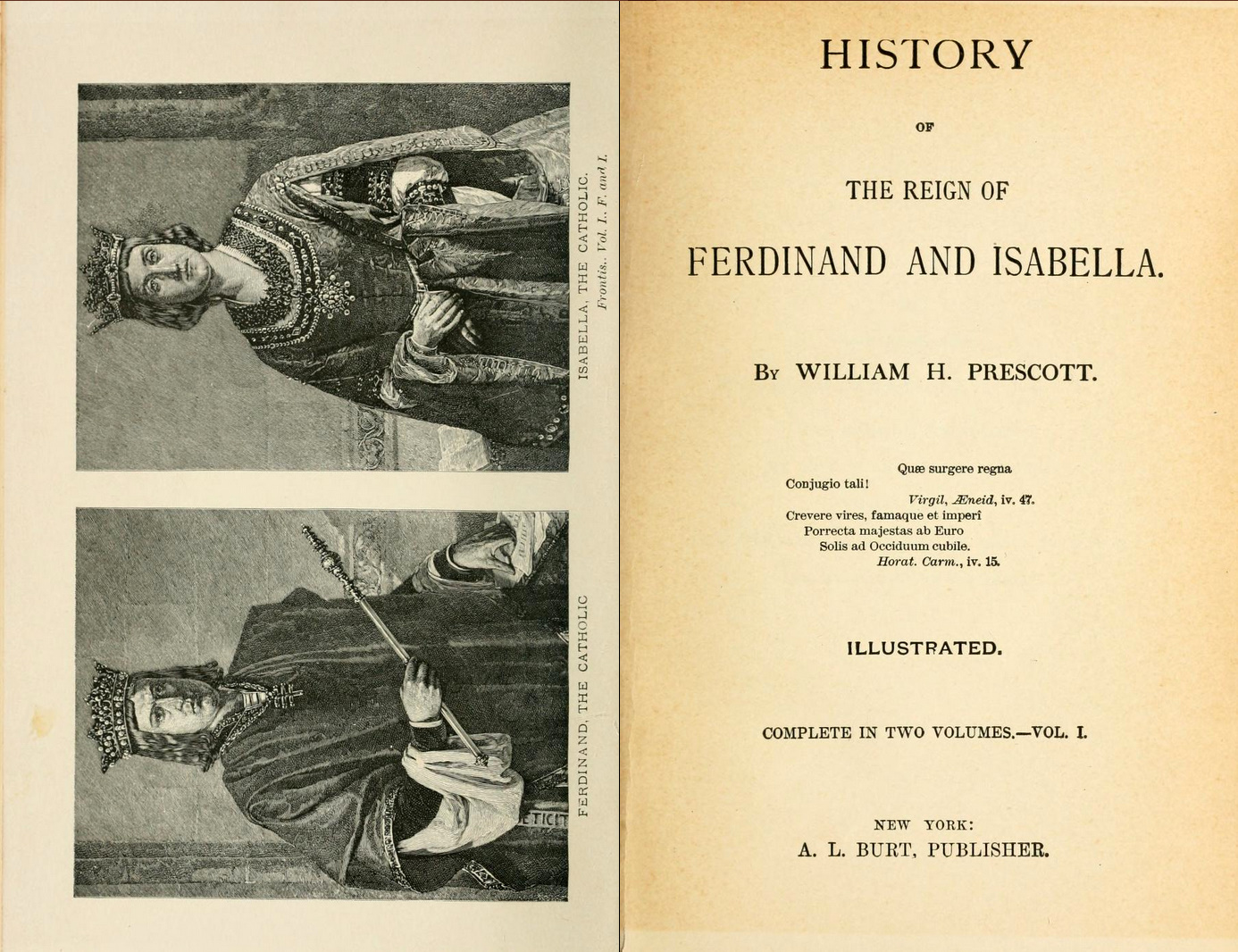
A History of the reign of Ferdinand and Isabella 1938-as kiadás első kötetének belső címoldala

- The History of the Reign of Ferdinand and Isabella the Catholic (1837)
- History of the Conquest of Mexico (1843)
- A History of the Conquest of Peru (1847)
- History of the Reign of Phillip II (1856–1858)

### Magyarul megjelent művei[18]
- Mexicó Miksa császárig (a német kiadás után közli: Szokoly Viktor, Pest, 1866)
- V. Károly császár lemondása és végnapjai a szt. yusti kolostorban; ford. P. Szathmáry Károly;[19] Ráth, Pest, 1866
- II. Fülöp. H. Prescott nyomán írta Szász Károly; Franklin, Bp., 1887 (Olcsó könyvtár)
- Mexikó és Peru meghódítása; vál., utószó, jegyz. Boglár Lajos, ford. Kosáry Domokos; Gondolat, Bp., 1967

## Fordítás
- Ez a szócikk részben vagy egészben  a   William H. Prescott című német Wikipédia-szócikk ezen változatának fordításán alapul.  Az eredeti cikk szerkesztőit annak laptörténete sorolja fel. Ez a jelzés csupán a megfogalmazás eredetét és a szerzői jogokat jelzi, nem szolgál a cikkben szereplő információk forrásmegjelöléseként.